# De Texas Rakkers (film)
De Texas Rakkers is de eerste 3D-animatiefilm van Suske en Wiske, verschenen in 2009. De film is gebaseerd op het stripverhaal De Texasrakkers van Willy Vandersteen uit 1959.

## Geschiedenis
Op 1 juli 2005 werd bekendgemaakt dat Suske en Wiske terug te zien zouden zijn in een film. Geen live-action-film zoals De duistere diamant, maar een 3D-animatiefilm. Skyline Film & Television wil zelfs een hele serie 3D-films van Suske en Wiske maken.
Begin april 2009 verscheen de eerste officiële trailer van de film. Er zijn drie verschillende versies van de trailer gemaakt, ingesproken in het Vlaams, Nederlands en Frans. De Vlaams en Frans ingesproken 3D-films waren voor het eerst te zien in de bioscoop op 21 juli 2009. De Nederlandstalige, voor Nederland, op 23 juli van dat jaar.
De 3D-animatie zorgde ervoor dat het de duurste Vlaamse film aller tijden werd. De film kostte 9 miljoen euro.
Op 7 oktober 2009 verscheen De Texas Rakkers op dvd, zowel in een gewone als in een blu-rayuitvoering.

## Verhaal
Het verhaal van de film wijkt op verschillende punten af van het stripverhaal, waaronder het feit dat Sidonia in de film ook meegaat naar Texas, terwijl ze in de strip thuisblijft.

## Rolverdeling
| Acteur               | Personage                   | Nederlandse stem         |
| -------------------- | --------------------------- | ------------------------ |
| Staf Coppens         | Suske                       | Marijn Klaver            |
| Evelien Verhegge     | Wiske                       | Nanette Drazic           |
| Lucas Van den Eynde  | Lambik                      | Frank Lammers            |
| Sien Eggers          | Sidonia                     | Raymonde de Kuyper       |
| Filip Peeters        | Jerom                       | Kees Boot                |
| Alex Wilequet        | Barabas                     | Pierre Bokma             |
| Bruno Vanden Broecke | Sheriff Cooper              | Jeroen van der Boom      |
| Lien Van de Kelder   | Miss Missy                  | Jennifer Hoffman         |
| Peter Van Gucht      | Bill Buster                 | Dennis van der Geest     |
| Guy Mortier          | Jules                       | Guy Mortier              |
| Axel Daeseleire      | Ranger Tom                  | Xander de Buisonjé       |
| Chris Van den Durpel | Theofiel/Theodore Boemerang | Jeroen van Koningsbrugge |
| Peter Van den Begin  | Rik                         | Daniël Boissevain        |
| Stany Crets          | Manuel                      | Javier Guzman            |

## Trivia
- Jim Bakkum zingt de speciaal voor de film door Han Koreneef geschreven titelsong, Dat ben jij, die ook op single werd uitgebracht.[1]